# Spermacoce congensis
Spermacoce congensis là một loài thực vật có hoa trong họ Thiến thảo. Loài này được (Bremek.) Verdc. miêu tả khoa học đầu tiên năm 1975.